# Gertrudis Medeiros
Gertrudis Medeiros (Salta, 9 de abril de 1780-?) fue una patriota argentina que tuvo destacada participación en la organización de mujeres que, liderada por Juana Moro y María Loreto Sánchez Peón, efectuó eficaces tareas de espionaje y sabotaje contra las fuerzas realistas que ocupaban la ciudad de Salta durante la Guerra de Independencia de la Argentina.

## Biografía

### Familia
Gertrudis Medeiros nació en la ciudad de Salta el 9 de abril de 1780, hija del doctor José de Medeiros, natural de Colonia del Sacramento y Oidor de la Real Audiencia de Buenos Aires y de Salta, gobernador interino de la Intendencia de Salta del Tucumán (1808 y 1810) y de la jujeña Gerónima de Iriarte y de la Cámara, viuda de Juan de Zubiaur, hija del Maestre de Campo Juan Martínez de Iriarte Vera y de Felipa de la Cámara y Elizondo.
El 19 de junio de 1799 se casó con el coronel patriota Juan José Fernández Cornejo, hijo del coronel Juan Adrián Fernández Cornejo y Rendón y de Clara de la Corte y Rosas, hermano del coronel José Antonino Fernández Cornejo.

### Durante la guerra
Cuando su marido, comandante del fuerte del Río del Valle en la frontera con Salta adhirió a la causa patriota en 1810, en 1811 se le reconoció el grado de coronel del Regimiento de Patricios de Caballería y levantó a sus costas una unidad de 500 hombres reclutados en los Valles Calchaquíes. Integrante de la Junta de Gobierno de Salta, se encontraba en San Salvador de Jujuy cerrando una transacción de compra de caballos encargada por Cornelio Saavedra cuando al tener noticias de la derrota del Ejército del Norte en Huaqui murió súbitamente. Ante el avance del ejército realista, la viuda con sus tres hijas pequeñas abandonó su hacienda ubicada en Campo Santo (Salta) sobre el camino entre Salta y Jujuy y se refugió en su hacienda en la ciudad de Salta, la "Quinta de Medeiros".
Al tomar la ciudad, el comandante realista Pío Tristán la puso en prisión, convirtió parte de su casa en cuartel siendo el resto demolida para construir trincheras, fueron talados sus sembradíos y quemados los árboles de su huerta.
Tras la victoria de Manuel Belgrano en la batalla de Salta, en la cual su compañera Juana Moro tuvo importante papel, Gertrudis Medeiros recuperó la libertad.
Sin recursos para permanecer en la ciudad se retiró con sus hijas a su hacienda. En 1814, atacada allí por partidas realistas resistió con las armas en la mano junto a los escasos gauchos que trabajaban sus tierras, pero fue tomada prisionera y su hacienda, cosechas y ganado arrasados. 
Permaneció amarrada a un algarrobo hasta que fue llevada a Jujuy marchando todo el trayecto a pie y encadenada. Aún detenida conseguía hacer llegar informes al general Martín Miguel de Güemes, quien reconoció que sus partes eran los más exactos y detallados. Sentenciada a morir en los socavones de Potosí, la noche anterior a su traslado consiguió esconderse bajo un catre, huir y regresar a Salta. 
Ante la nueva invasión de 1817, se refugió en Tucumán, donde le quedaba al menos el casco de una hacienda cercana a San Miguel de Tucumán. Ya sin recursos y sumida en la pobreza, solicitó al gobierno una pensión, que el general Manuel Belgrano acompañó el 18 de marzo de 1818 calificándola ante el director Supremo Juan Martín de Pueyrredón de «distinguida y benemérita hija de la patria», pero nunca fue atendido su reclamo. 
Allí, sus hijas Juana Manuela y Juana Josefa Fernández Cornejo se casaron con los generales Felipe y Alejandro Heredia y su hija Faustina con Braulio Cornejo y Cornejo. 
Una calle de la ciudad de Salta y otra de la ciudad de Resistencia llevan su nombre.